# یون بایشو
یون بایشو (رومانیایی: Ion Băieșu؛ ‏ ۲ ژانویهٔ ۱۹۳۳ – ۲۱ سپتامبر ۱۹۹۲) نمایشنامه‌نویس، روزنامه‌نگار، نویسنده و فیلم‌نامه‌نویس اهل رومانی بود.
از فیلم‌هایی که وی در آن‌ها نقش داشته‌است، می‌توان به بلوط اشاره نمود.